# マルチファンクションディスプレイ

MFDの例

マルチファンクションディスプレイ（Multi Function Display, 多機能ディスプレイ）は、自動車のナビゲーションシステムなどのように多種のデータを表示可能なディスプレイ機材で、ボタンで様々な機能が切り替えられる。MFDは、最初は軍用機で使われ、その後民間航空機、自動車用として普及していった。戦闘機などに搭載されたものはヘッドダウンディスプレイとも呼ばれる。
多くの場合、MFDは、プライマリ・フライト・ディスプレイ（PFD）とあわせて使用され、グラスコックピットを構成する。
MFDの利点として、前述のように複数のデータを表示することができるため、アナログディスプレイと比べコックピットに多くのスペースを消費しないということがある。例えば、RAH-66 コマンチのコックピットは、アナログ機器が全く無く、すべての情報はMFDに表示される。また、多くのMFDは、ナビゲーションルート、移動マップ、空港情報、気象レーダー、NEXRAD、GPWS、TCASをすべて同じ画面上に表示でき、パイロットの助けとなる。
初期の頃は表示機材としてCRTディスプレイが用いられていたが、近年では液晶ディスプレイとなっている。加えてタッチパネルの採用により画面自体にボタンが配置されている事もある。
最初のMFDは、1960年代後半から1970年代のアメリカ空軍によって導入された。その初期の例が、F-111Dである。その後、アメリカはF-15やF-16などの戦闘機はもちろん民間機にもこの技術を取り入れていった。ロシアはこの分野で後れを取っていたが、Su-27やMiG-29の改良型に取り入れている。
宇宙分野ではスペースシャトルが採用した。スペースシャトルのコックピットは初期のころはアナログ機器を使用していたが、1998年から実施された改良によりMFDが追加された。その後、改修したアトランティスはグラスコックピットを用いての初めてのミッションとなるSTS-101を実施した。
また、自動車分野では、1990年代後半からは高級車を中心に導入がはじめられ、トリップメーター・オドメーターやATギア段数、各種警告といった運転支援情報を表示させるものが増加してきているほか、カーナビゲーション用のディスプレイでエアコンやオーディオなども統合操作できるものも多く登場している。